# Gierlachy
Gierlachy – osada leśna w Polsce położona w województwie lubelskim, w powiecie janowskim, w gminie Janów Lubelski.
W latach 1975–1998 miejscowość położona była w województwie tarnobrzeskim.

## Historia
Według spisu powszechnego z roku 1921 miejscowość Gierlachy spisana została łącznie ze wsią Biała Ordynacka.